# 大分市立田尻小学校
大分市立田尻小学校（おおいたしりつ たじりしょうがっこう）は、大分県大分市大字田尻にある公立小学校。

## 概要
1980年に東稙田小学校と寒田小学校の校区の一部を分割して開校された。
ふじヶ丘ニュータウンと田尻ニュータウンの2つの住宅団地から通学する生徒が主である。

## 通学区域
光吉の一部、田尻の一部、寒田の一部、岡川、高瀬の一部、上判田の一部
- 全通学区域が大分市立稙田南中学校の通学区域に含まれる。

## 著名な卒業生
- 安藤優也 - プロ野球選手（阪神タイガース）
- 脇谷亮太 - プロ野球選手（読売ジャイアンツ）
- 鉄平（土谷鉄平） - プロ野球選手（東北楽天ゴールデンイーグルス）